# Ideciu de Jos, Mureș
Ideciu de Jos, mai demult Igișul din Jos (în maghiară Alsóidecs, în dialectul săsesc Aidesch, Nidder-Aidesch, în germană Niedereidisch, Nieder-Eidisch, Unter-Eidisch) este satul de reședință al comunei cu același nume din județul Mureș, Transilvania, România.

## Localizare
Localitatea este situată pe râul Mureș la vărsarea pârâului Deleni în Mureș, la distanță de 5 km de municipiul Reghin și la 37 km de municipiul Târgu-Mureș. 

## Date geologice
În subsolul localității se găsește un masiv de sare.
Pe raza localității Ideciu de Jos, sarea apare doar sub formă de izvoare cu apă sărată, din care două, cu debite mai mari, au fost amenajate prin ridicarea în jurul lor a unor fântâni din lemn. Aceste izvoare alimentează și bazinele ștrandului aflate în apropiere. În mod tradițional, localnicii folosesc pentru uz casnic saramura concentrată extrasă din aceste fântâni de slatină.

## Istoric
Satul Ideciu de Jos este atestat documentar în anul 1319.

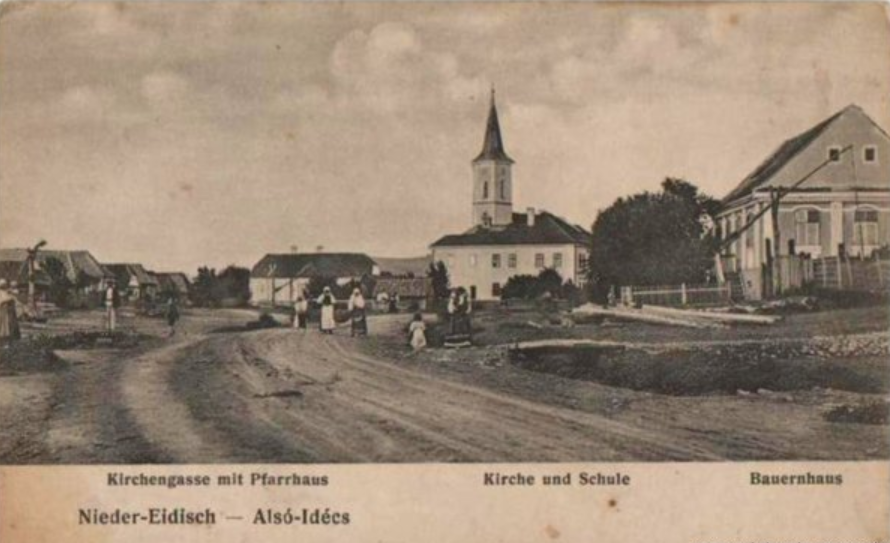
Ideciu de Jos (1900)

## Obiective turistice
- Stațiune balneară locală (lac sărat, ștrand, parc), situată la altitudinea de 365 m.

## Imagini

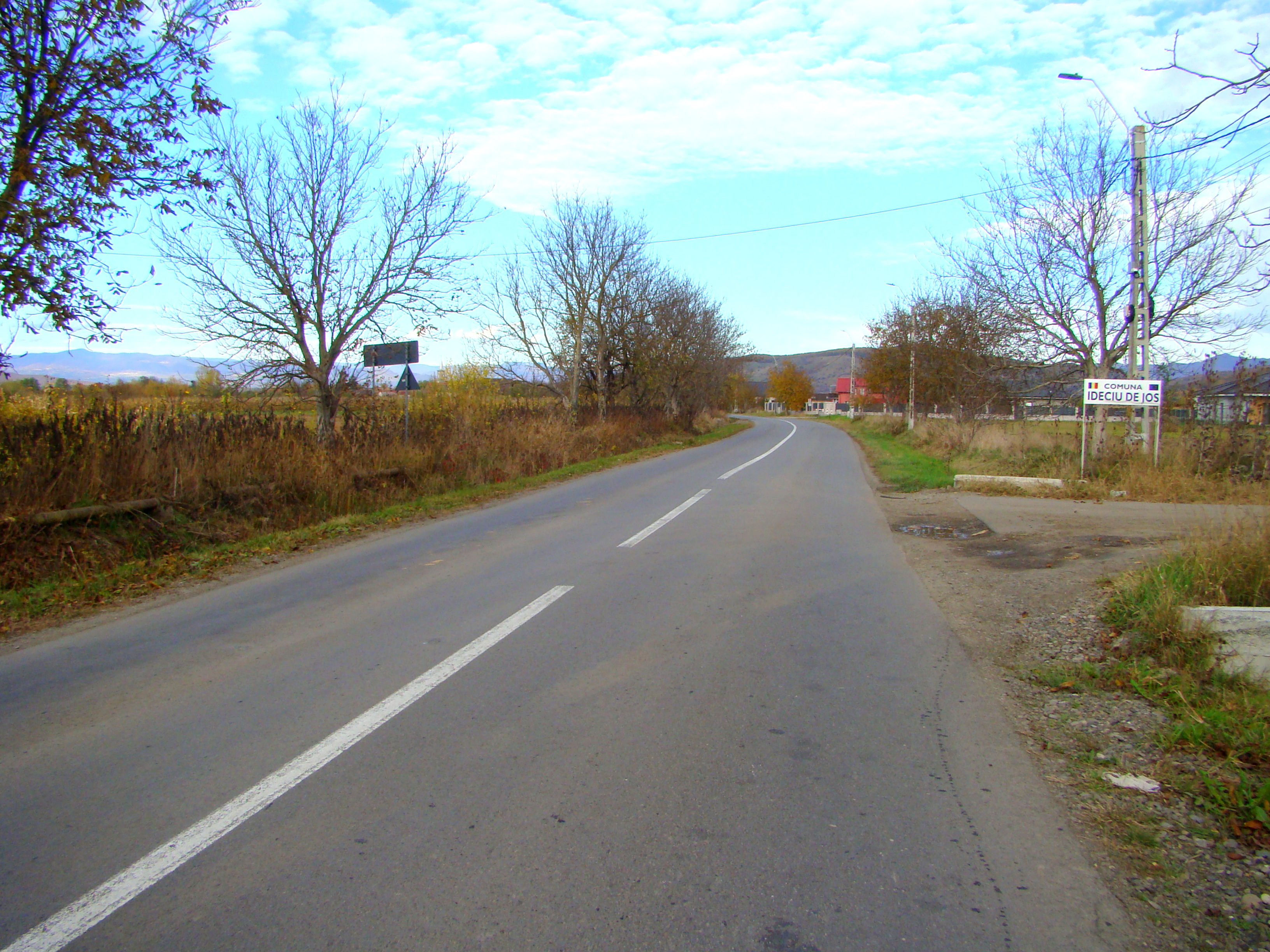
Intrarea dinspre Reghin
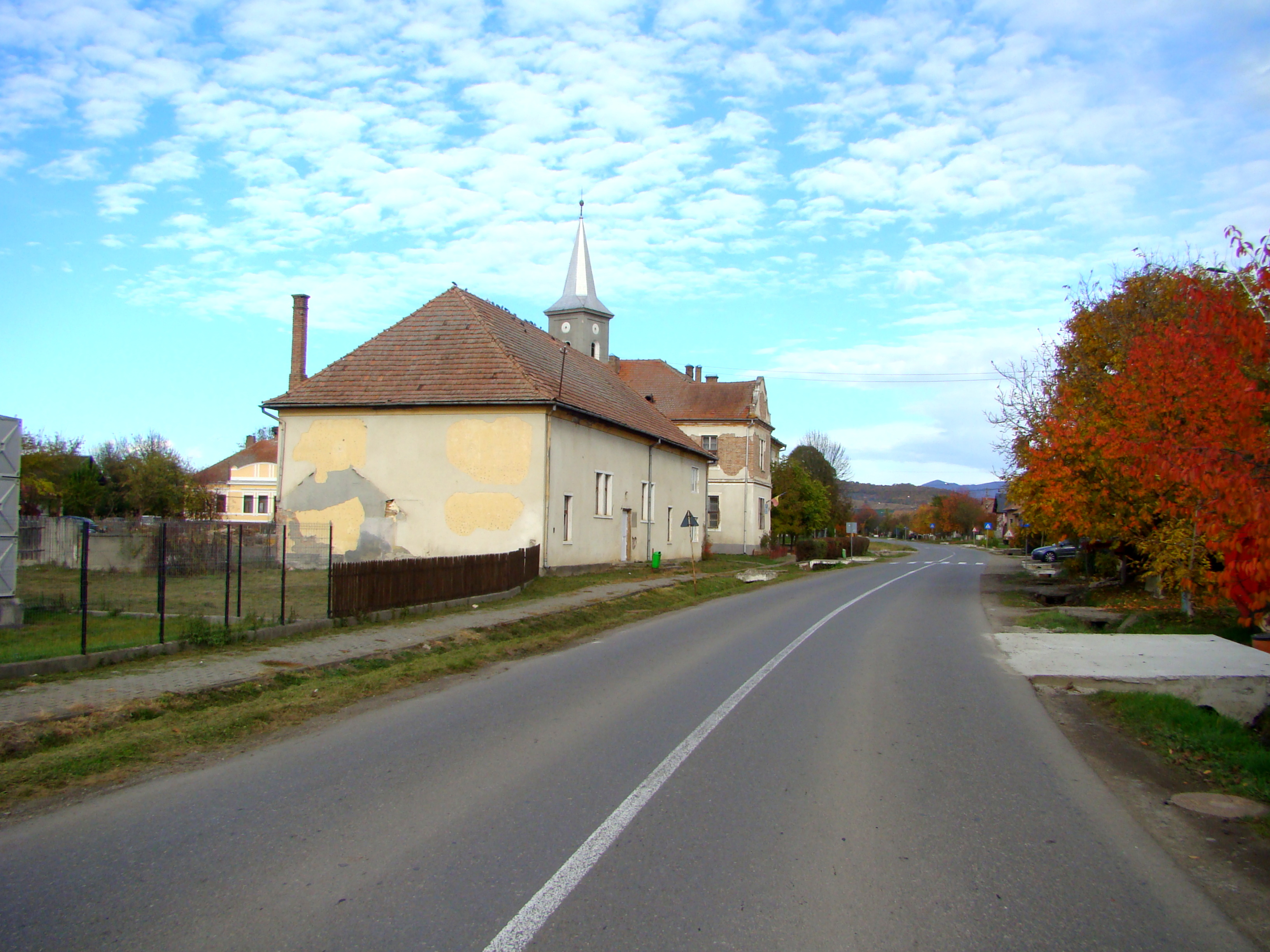
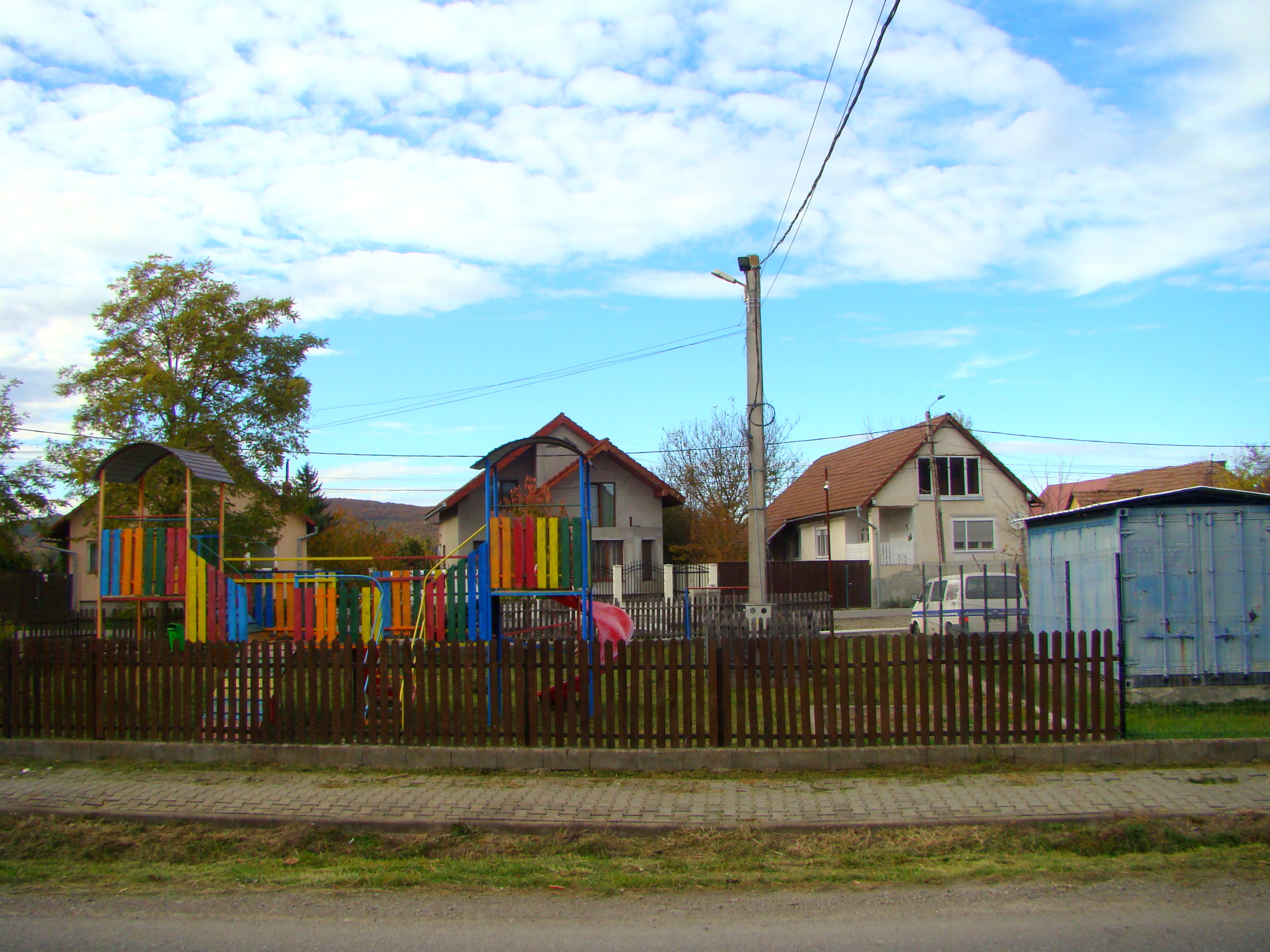
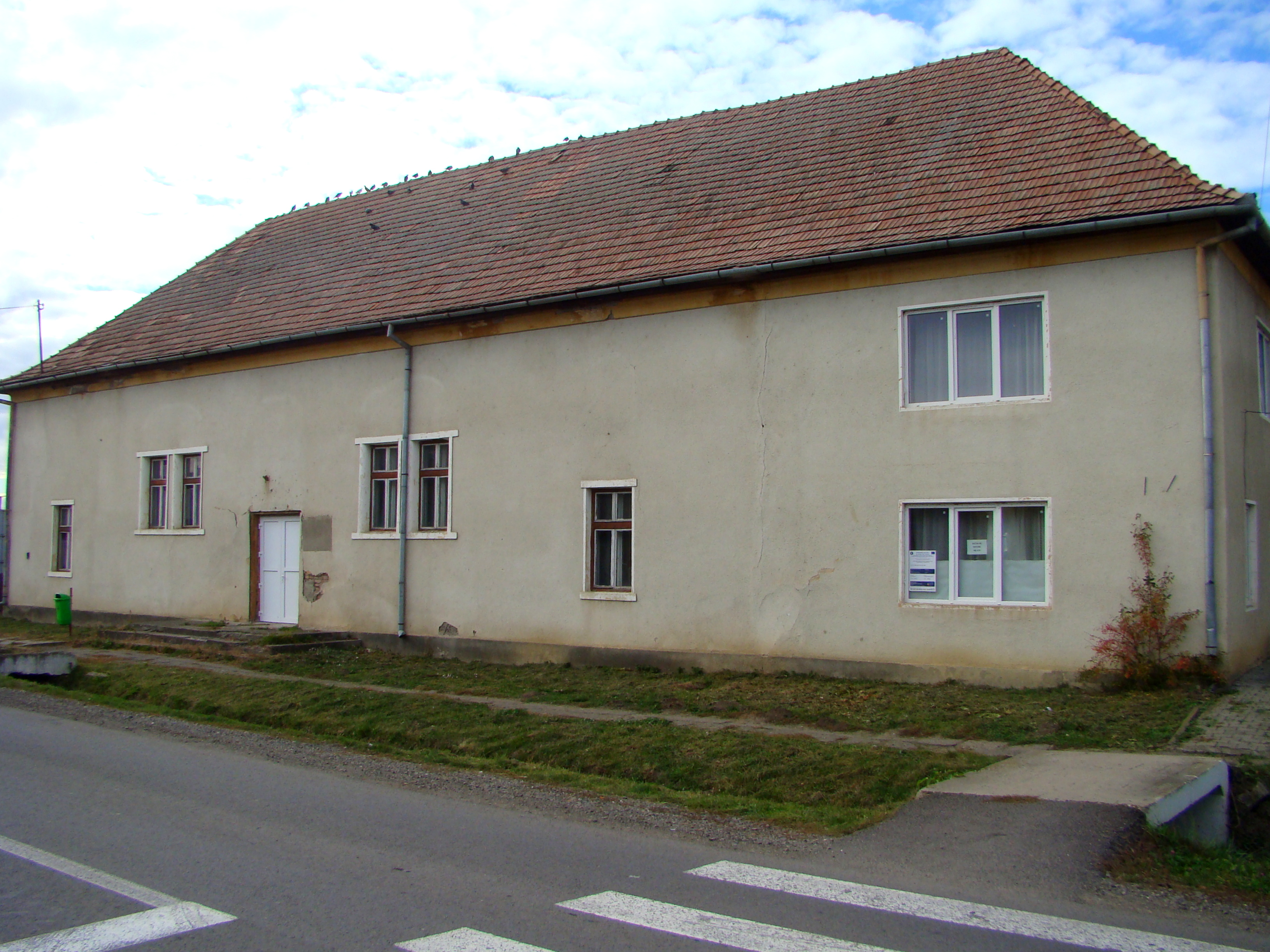
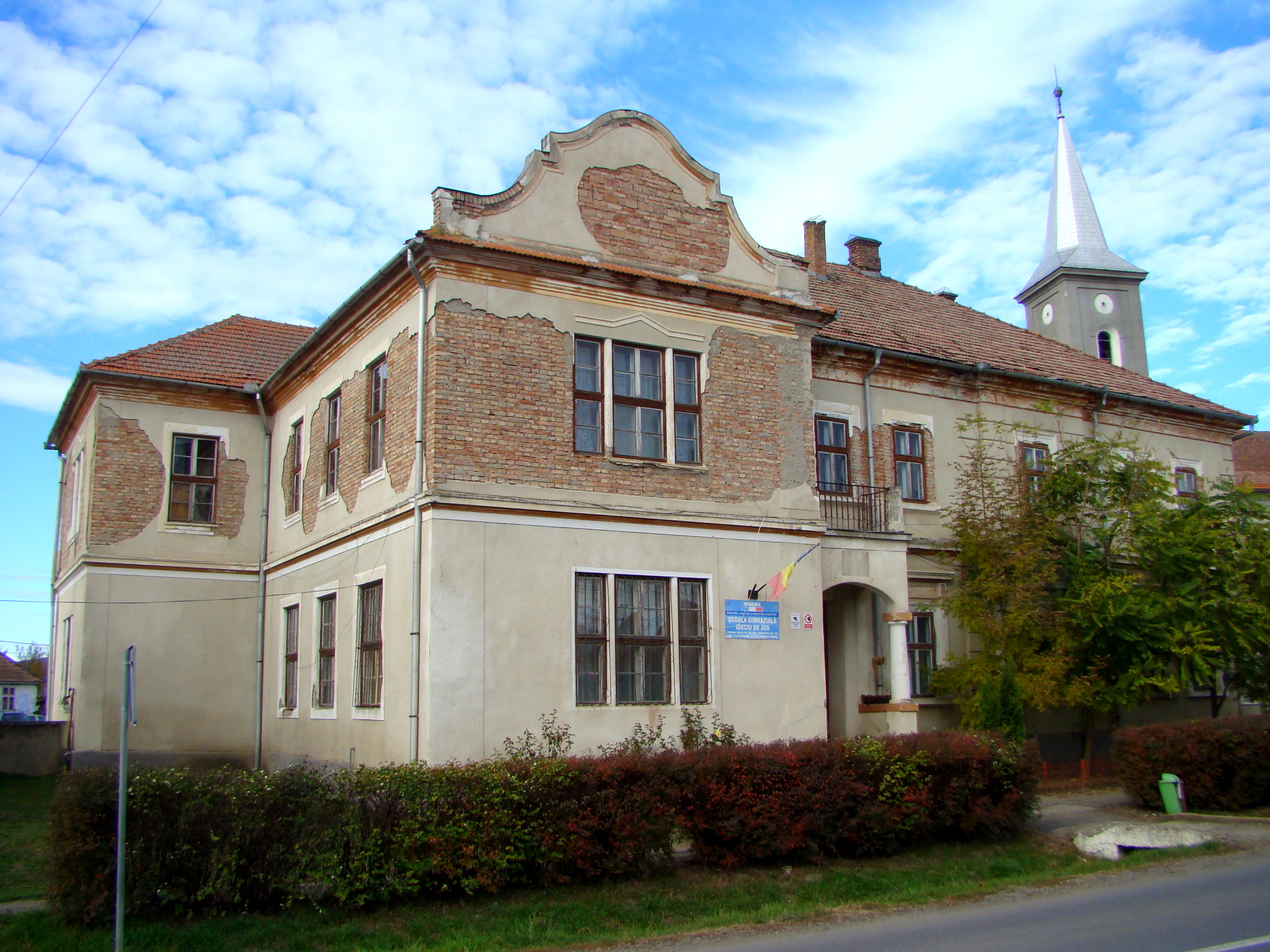
Școala gimnazială
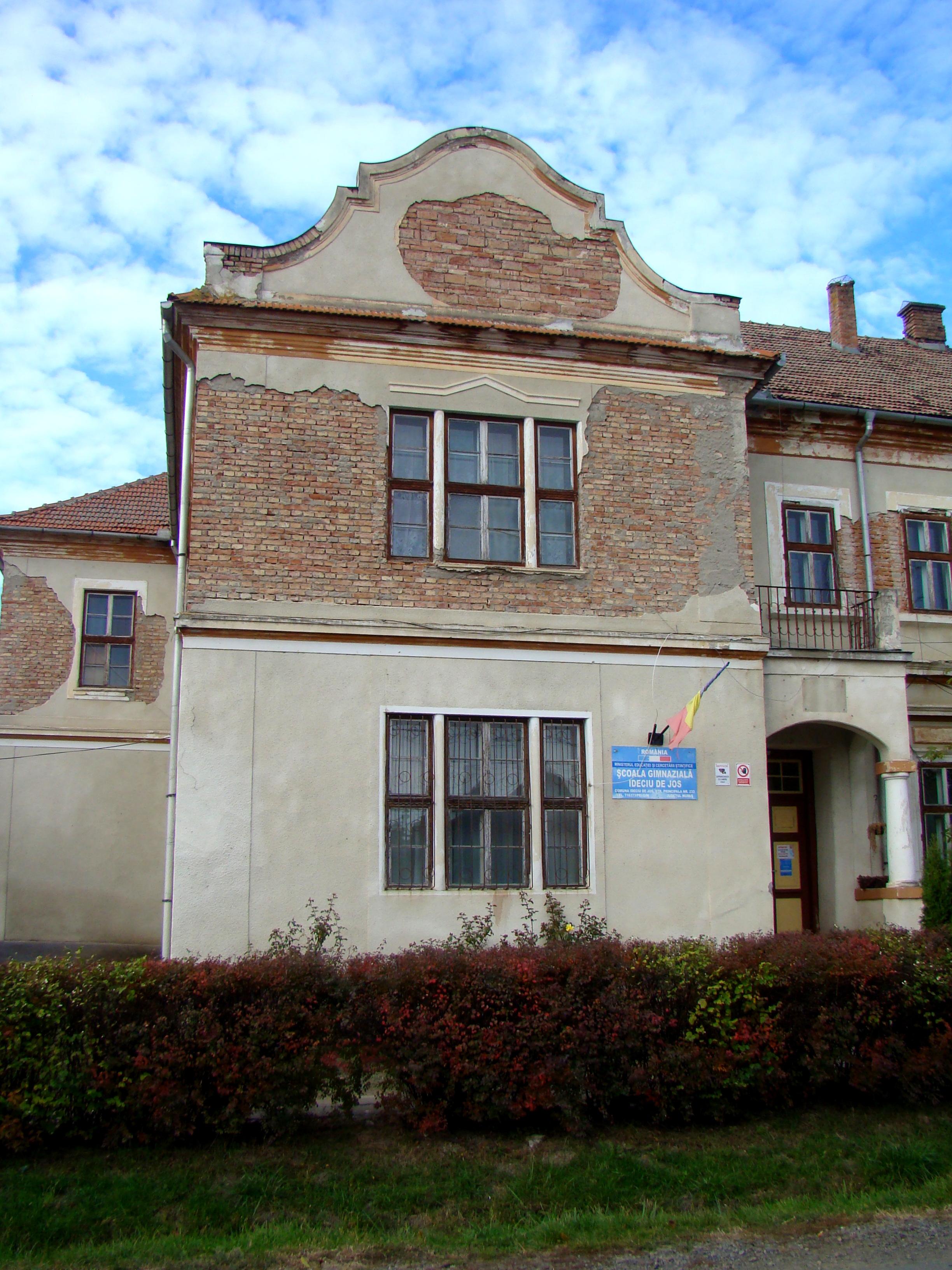
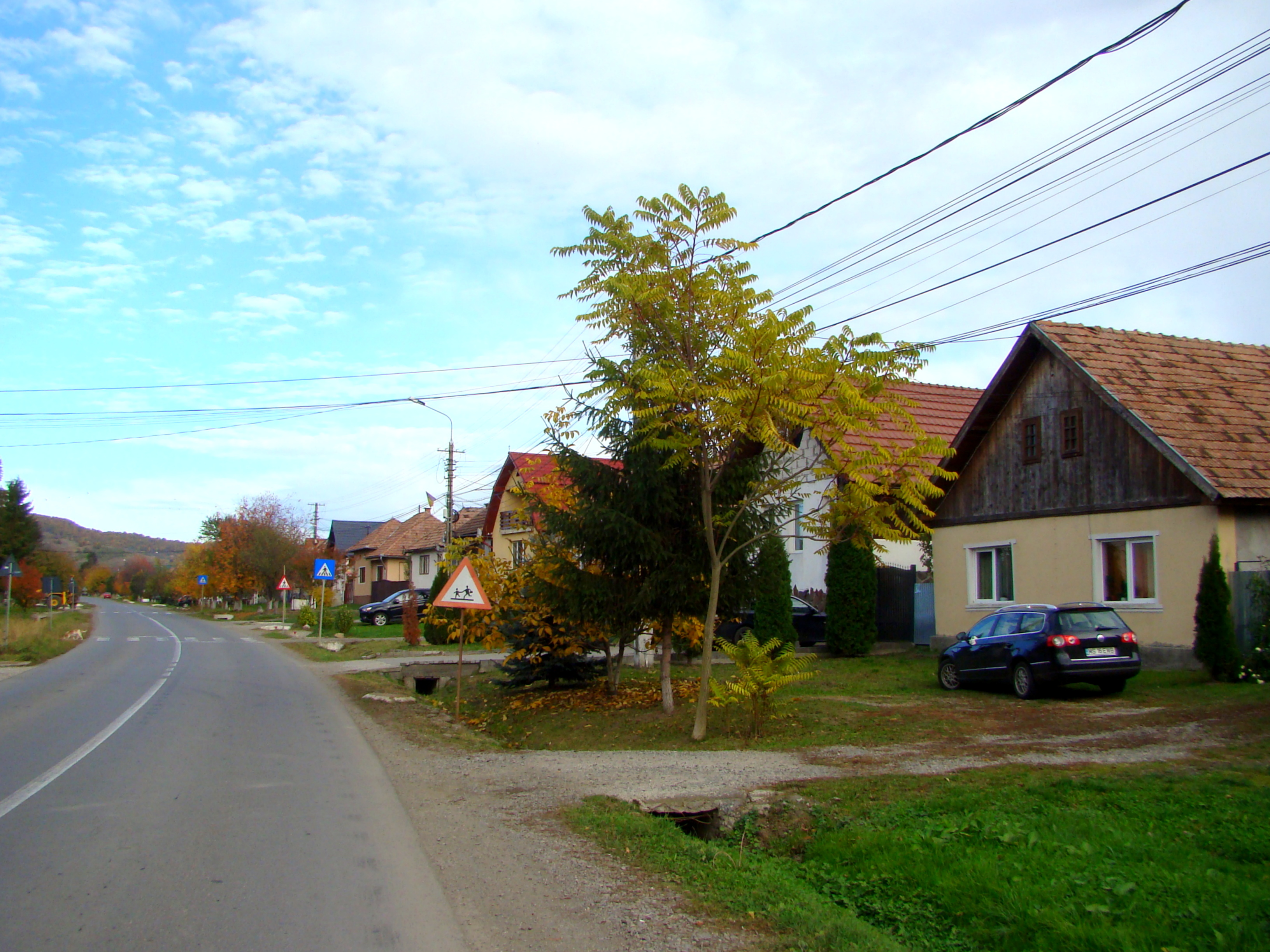
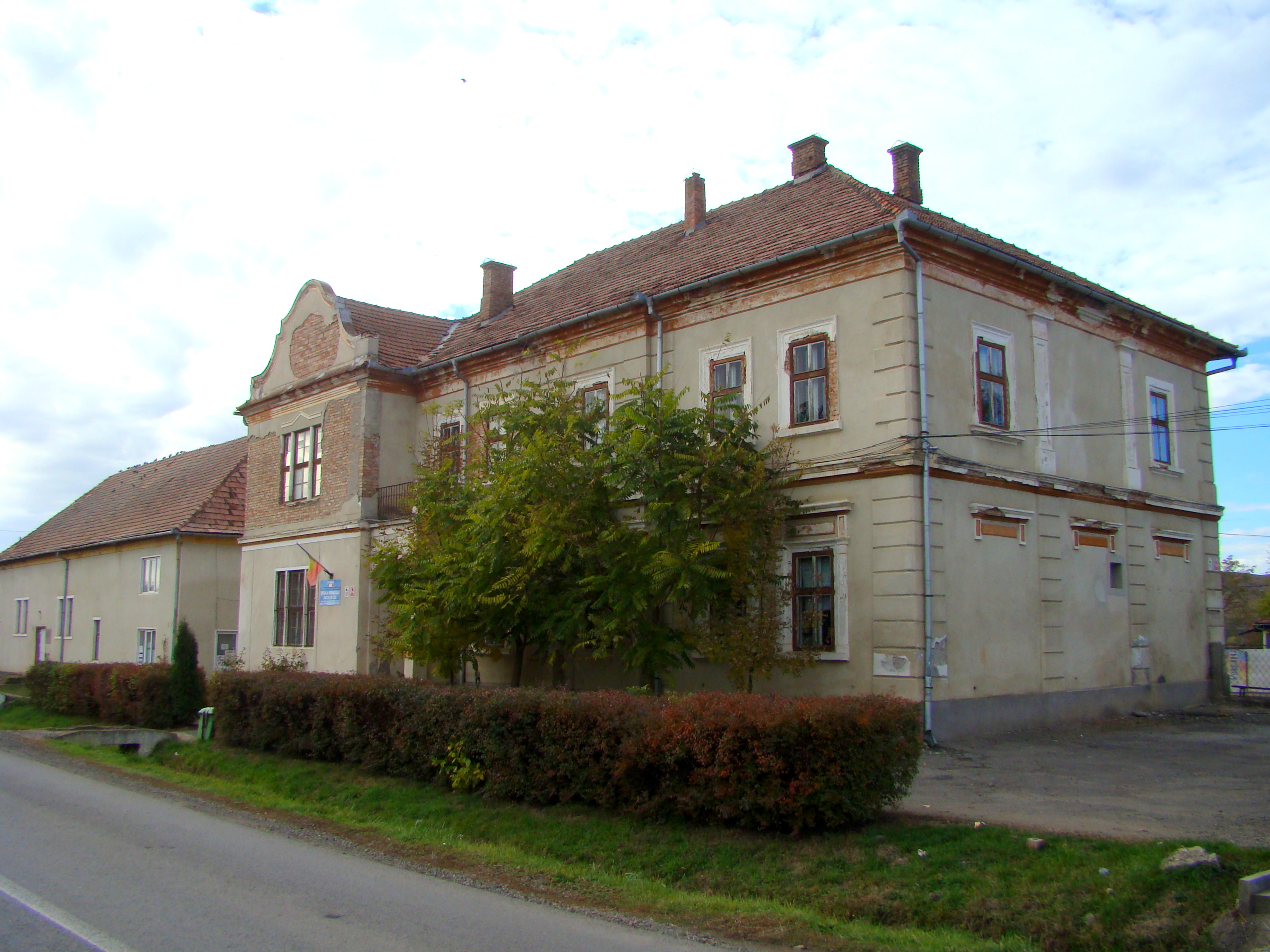
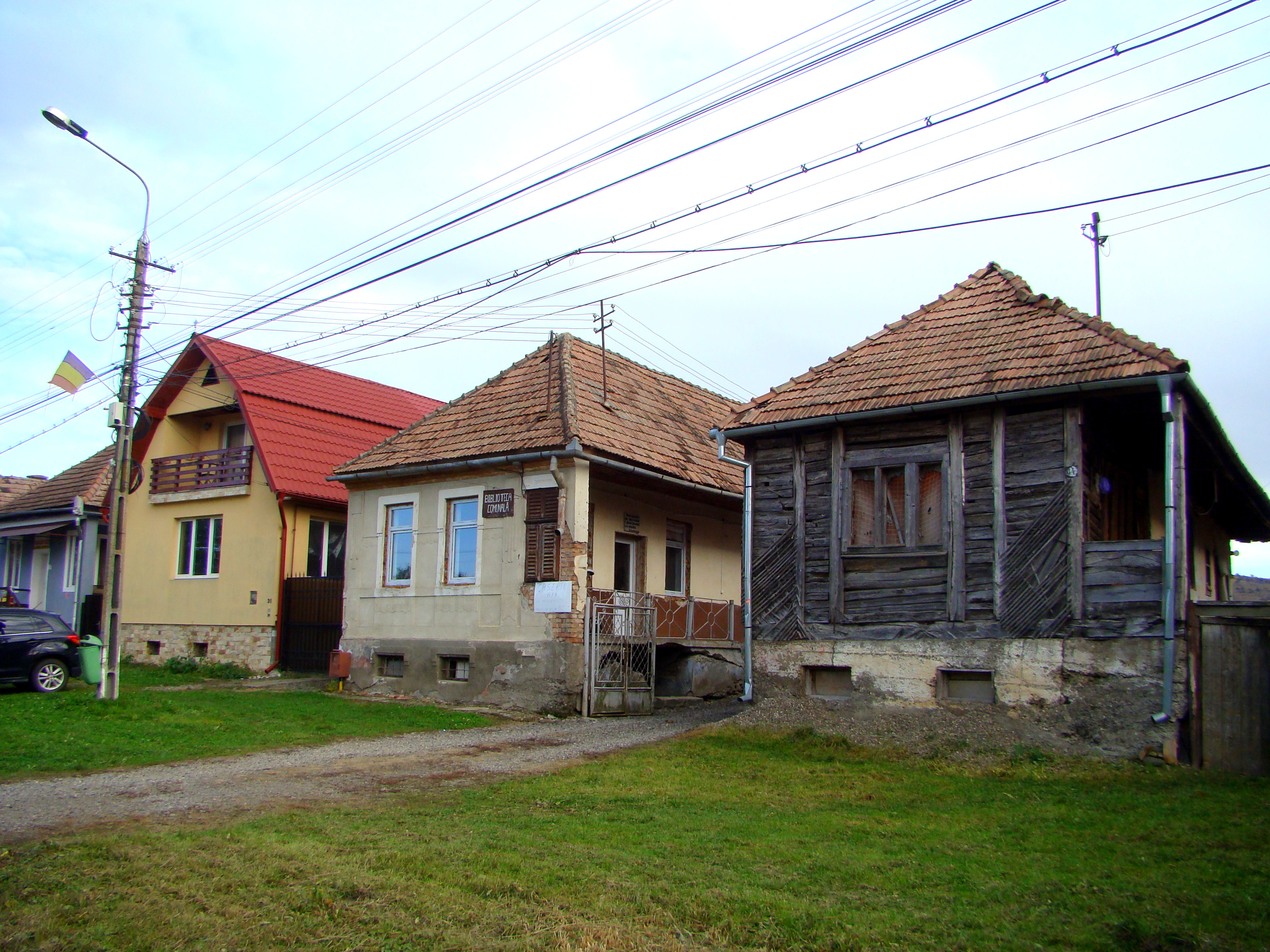
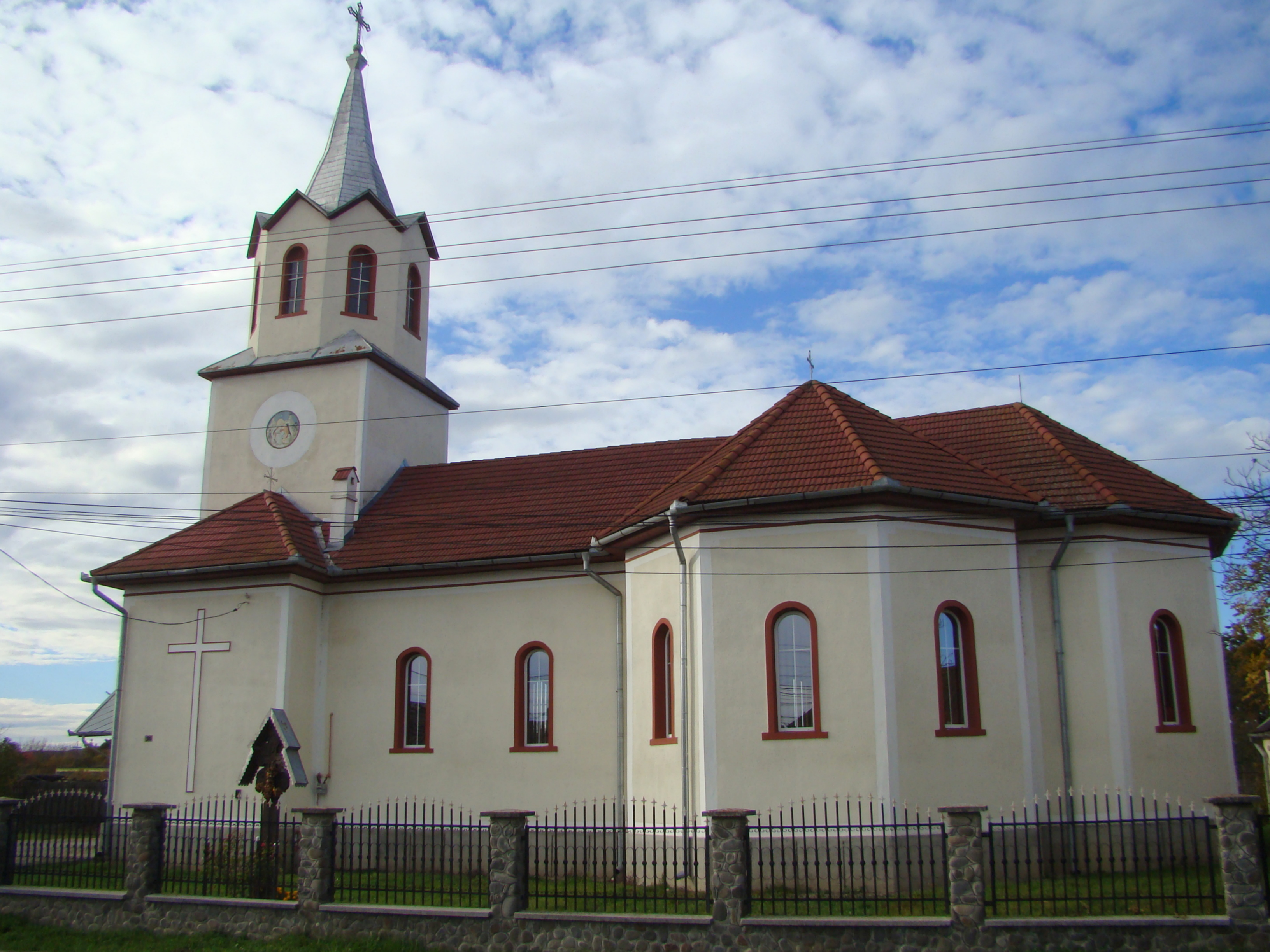
Biserica ortodoxă „Sfântul Ilie Tesviteanul”
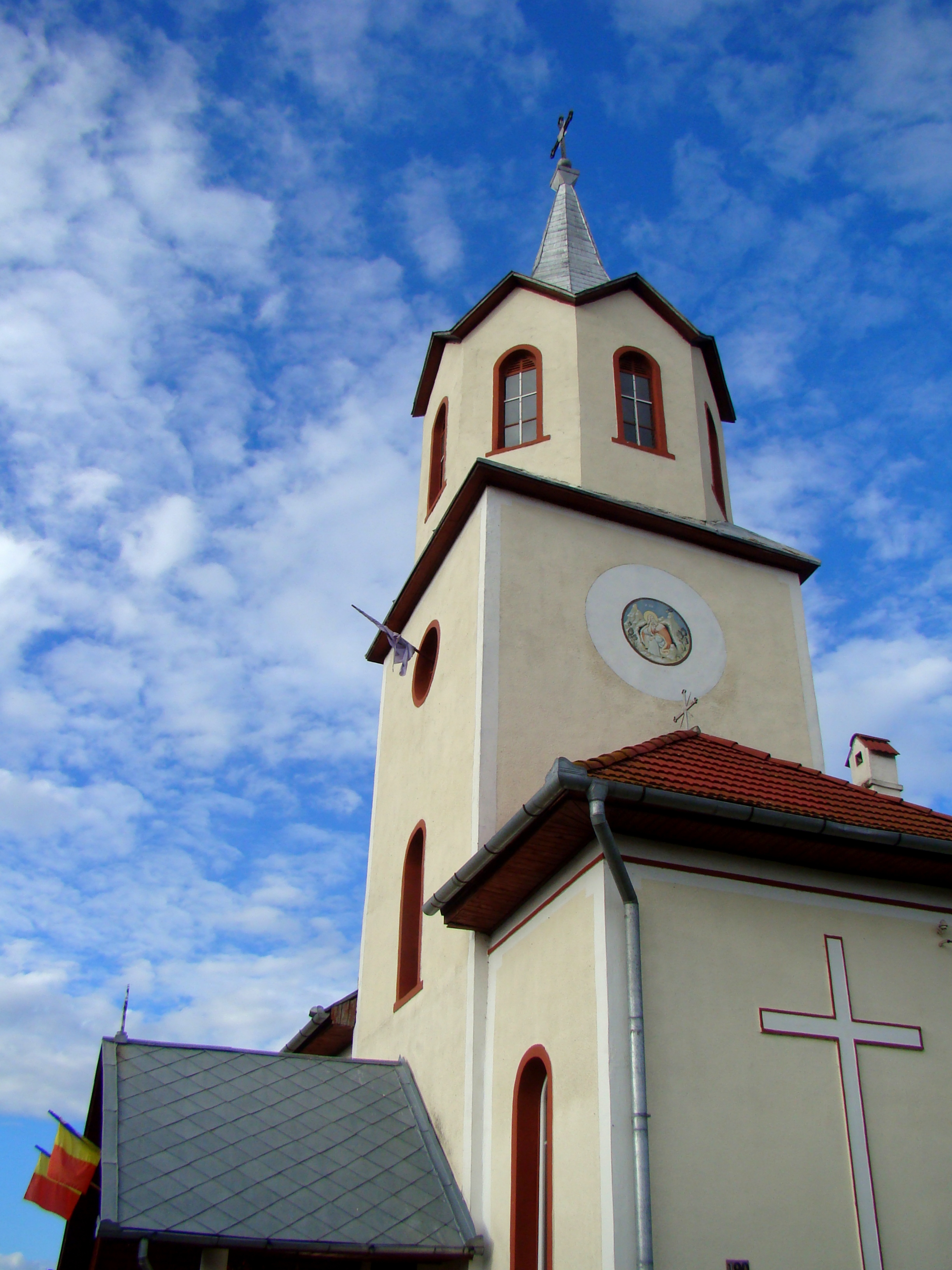
Turnul bisericii
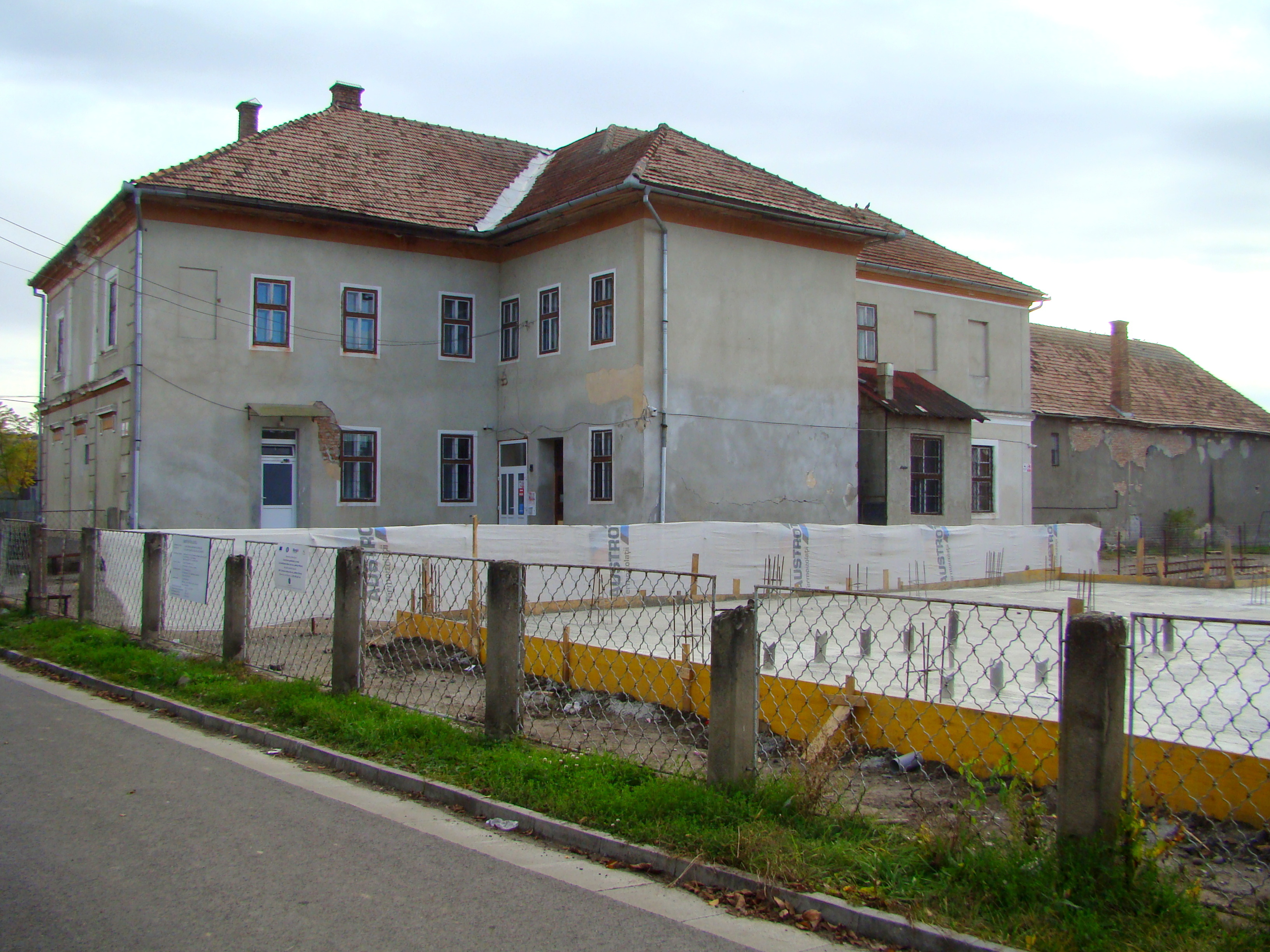
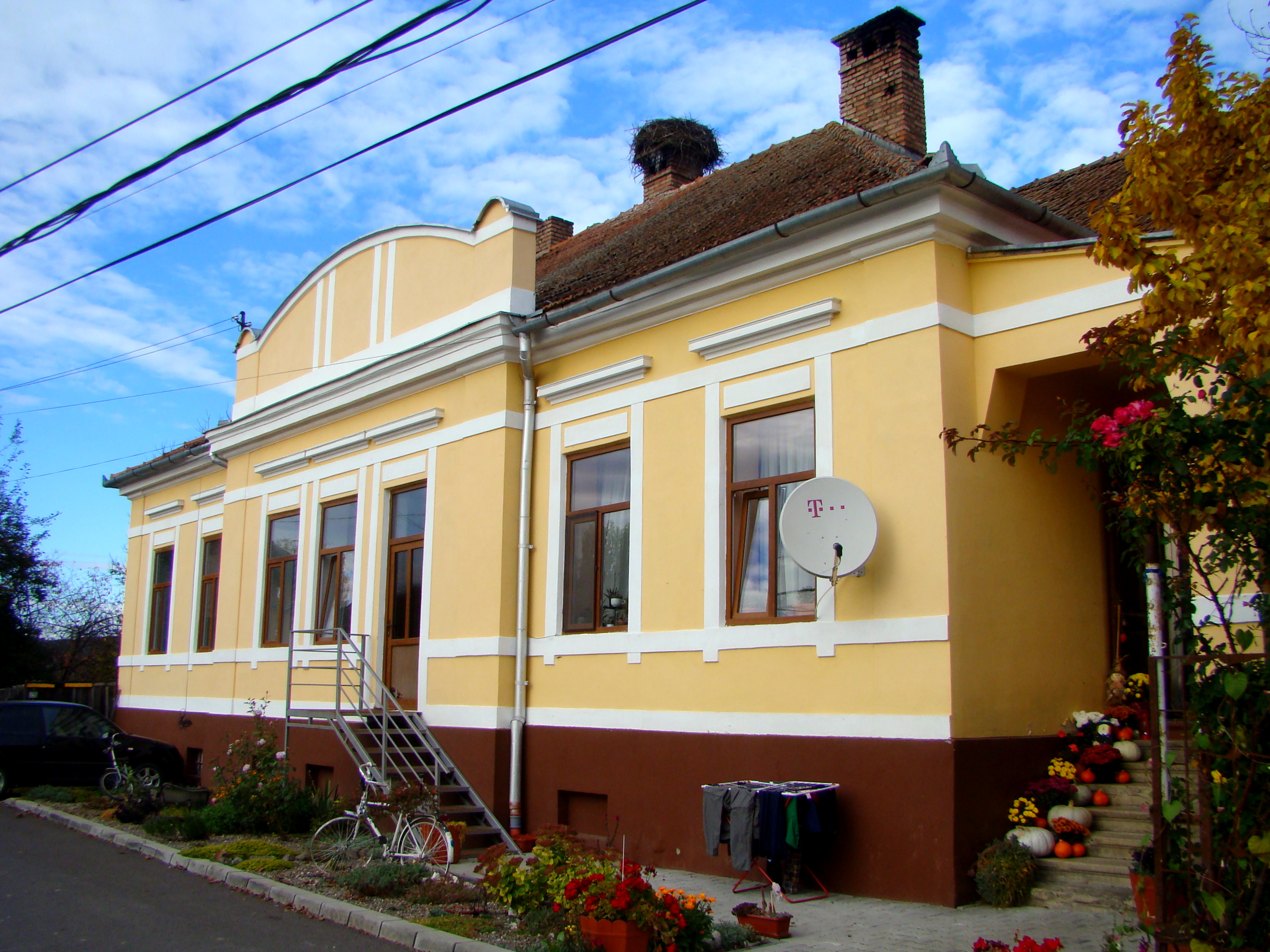
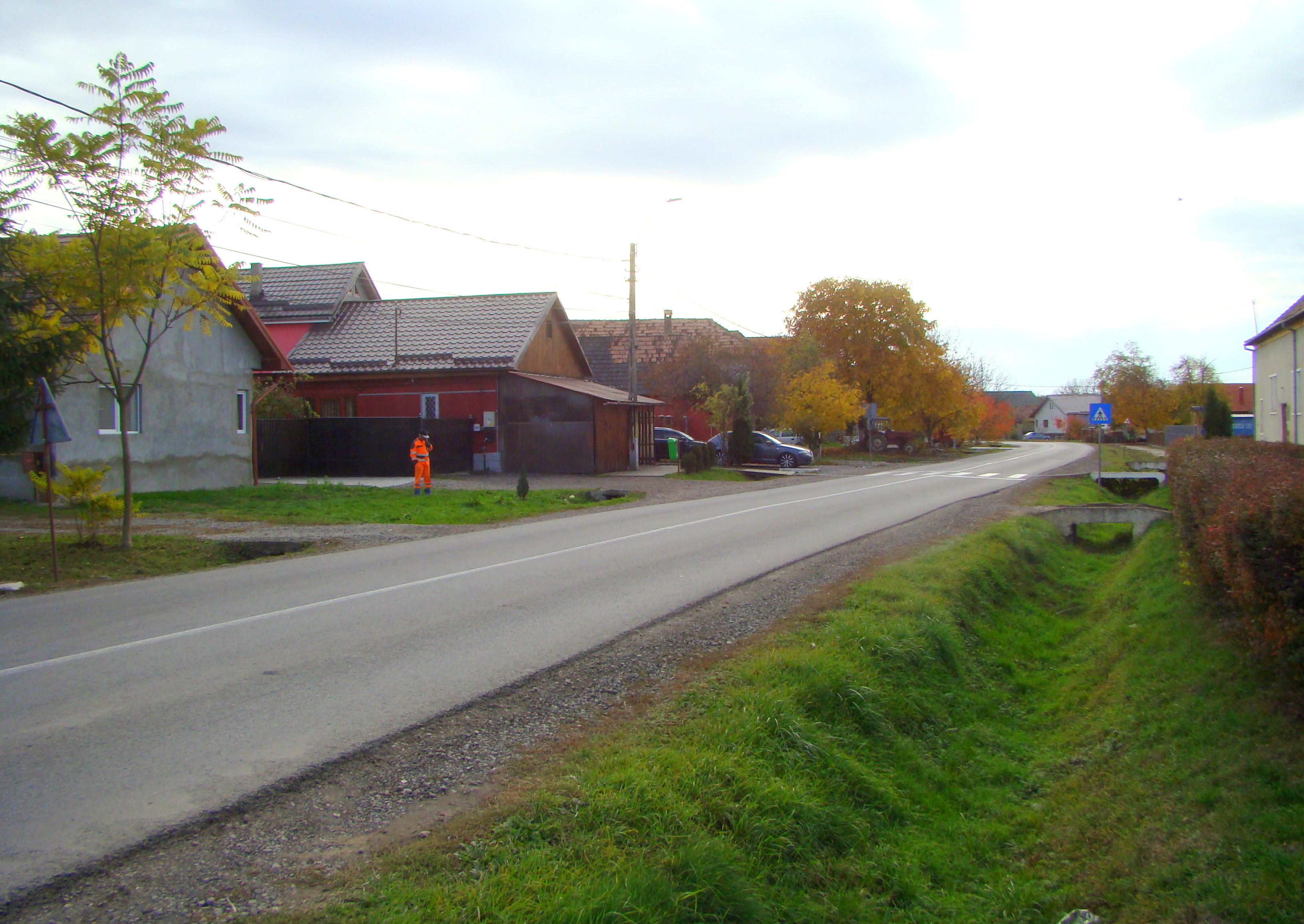
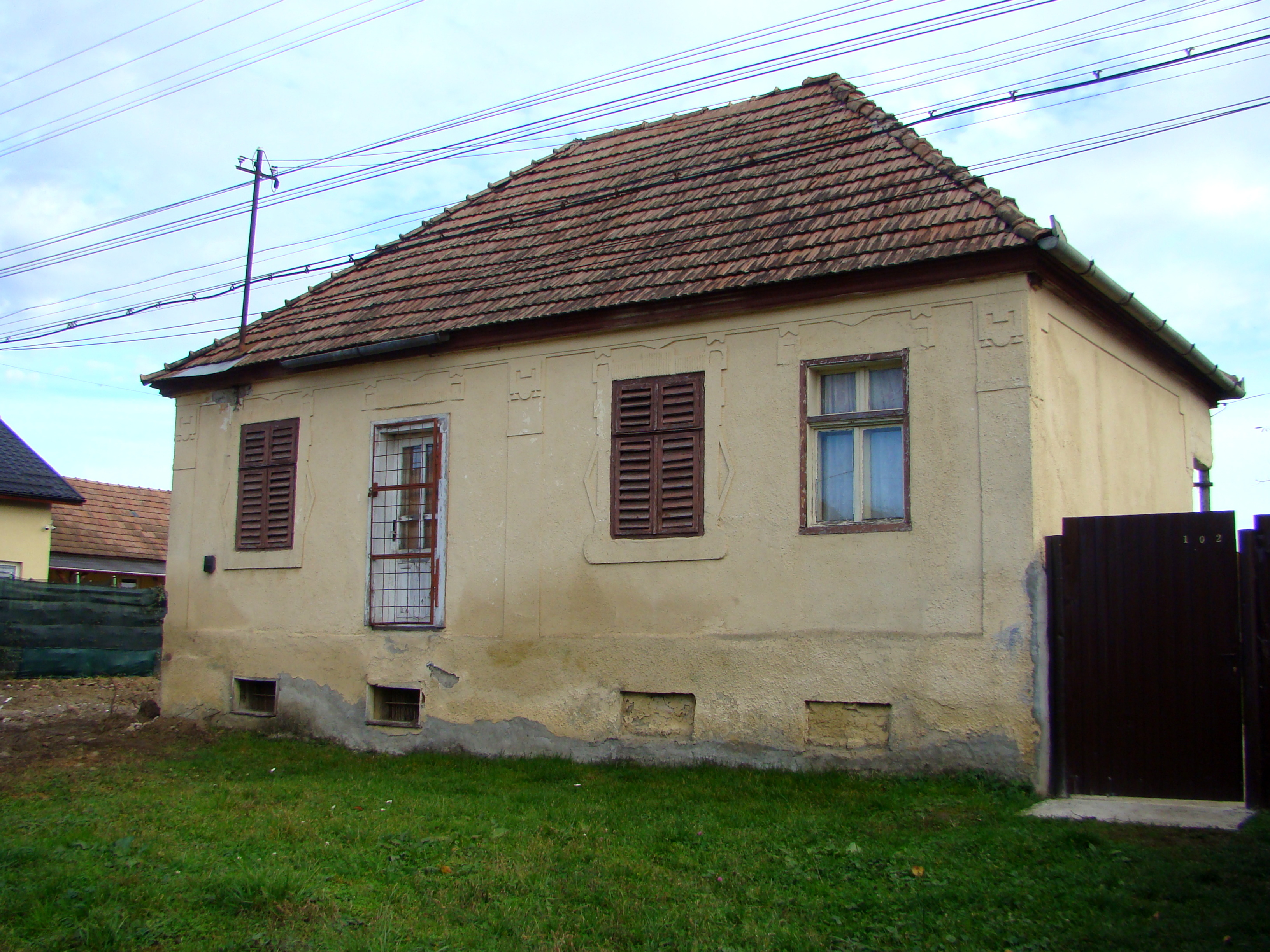
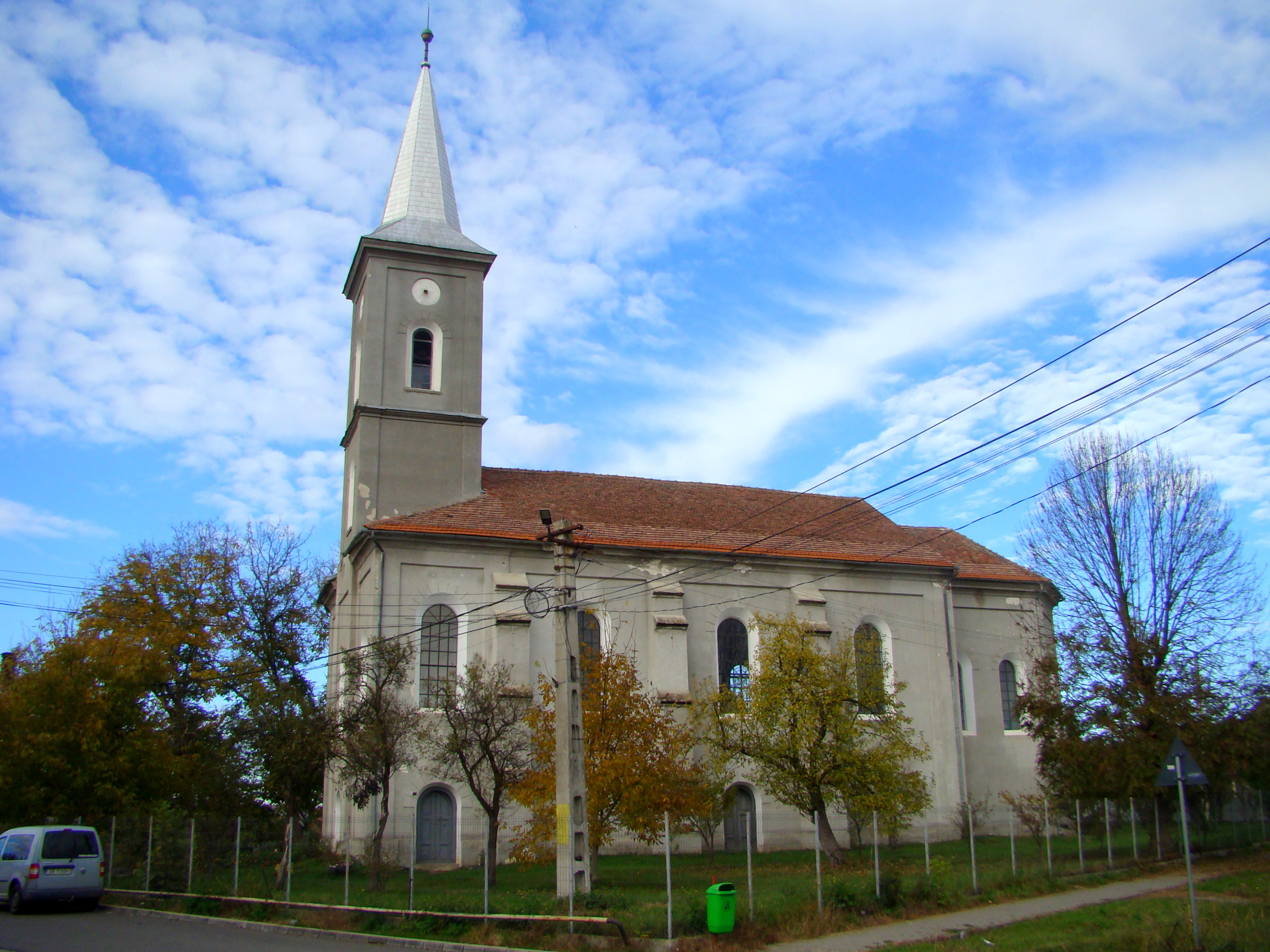
Biserica evanghelică
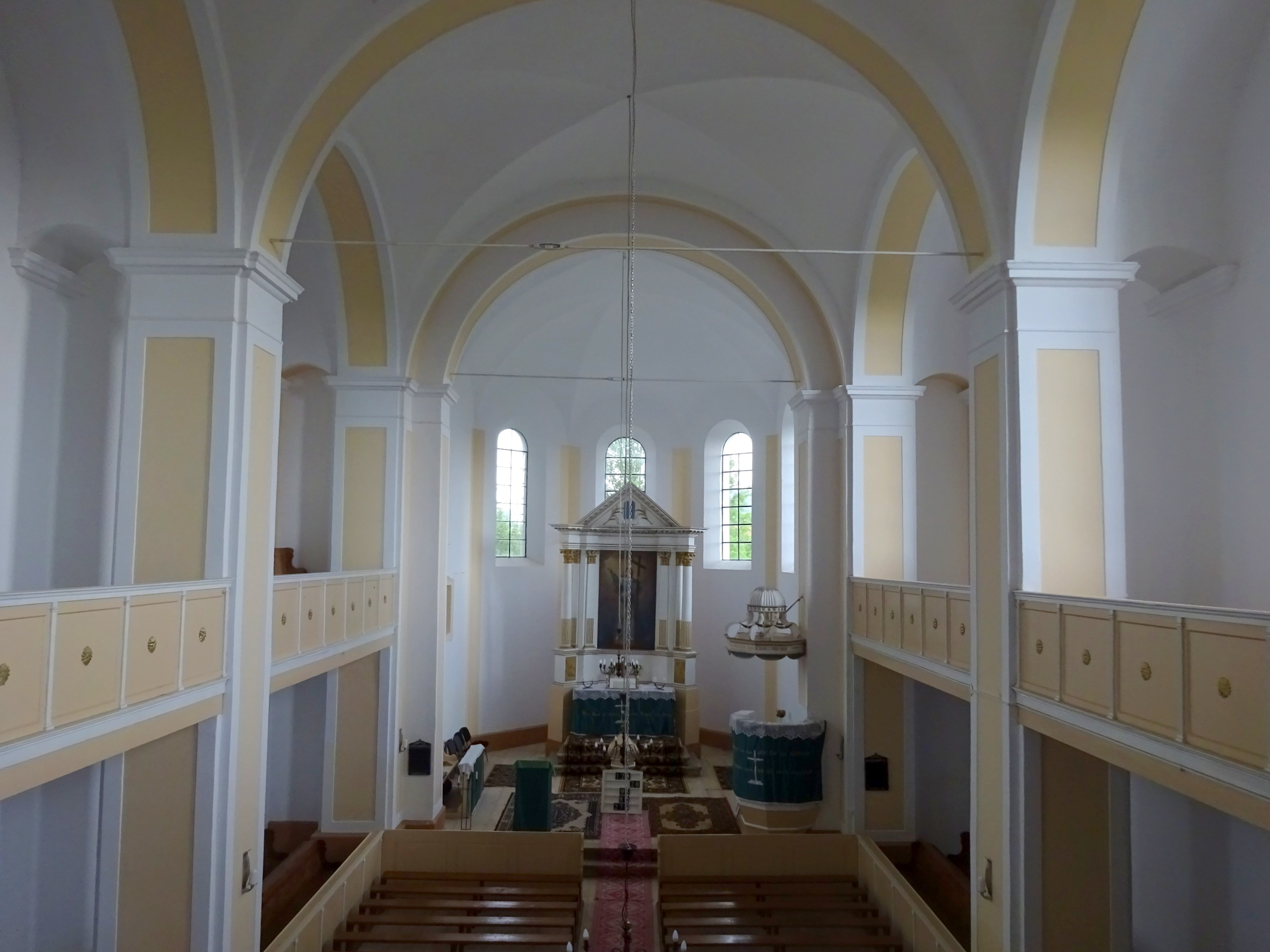
Biserica evanghelică
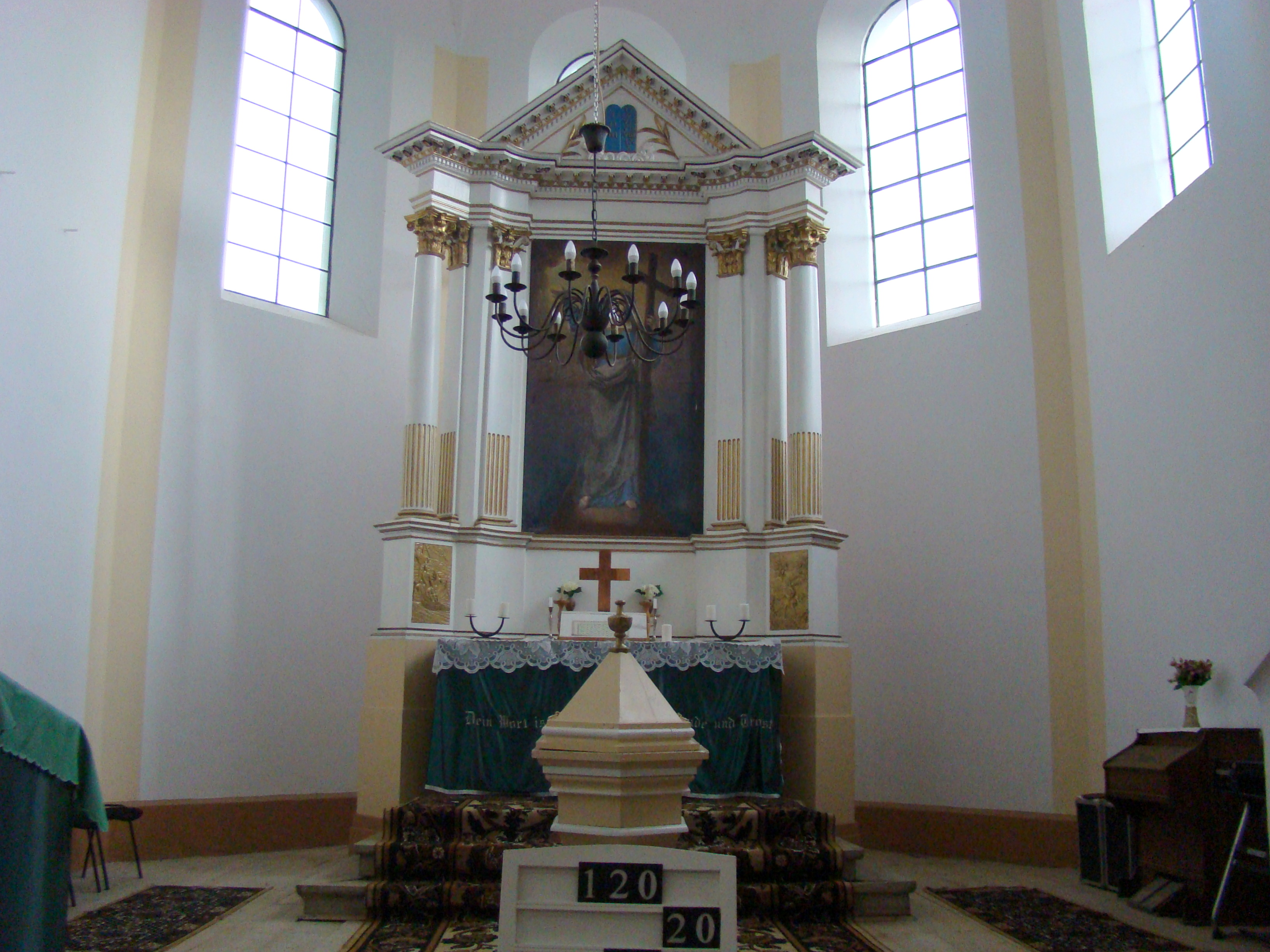
Altarul
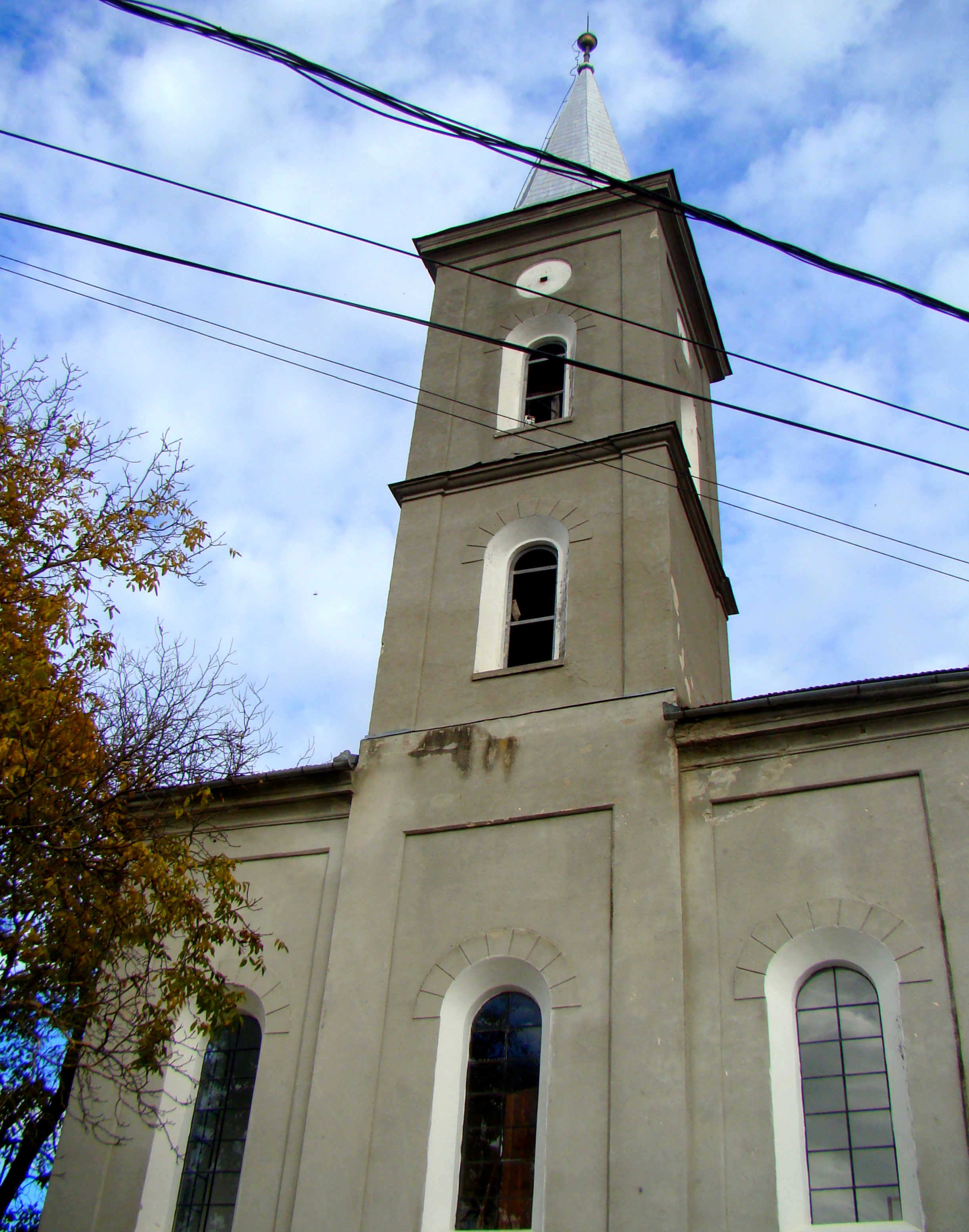
Turnul bisericii
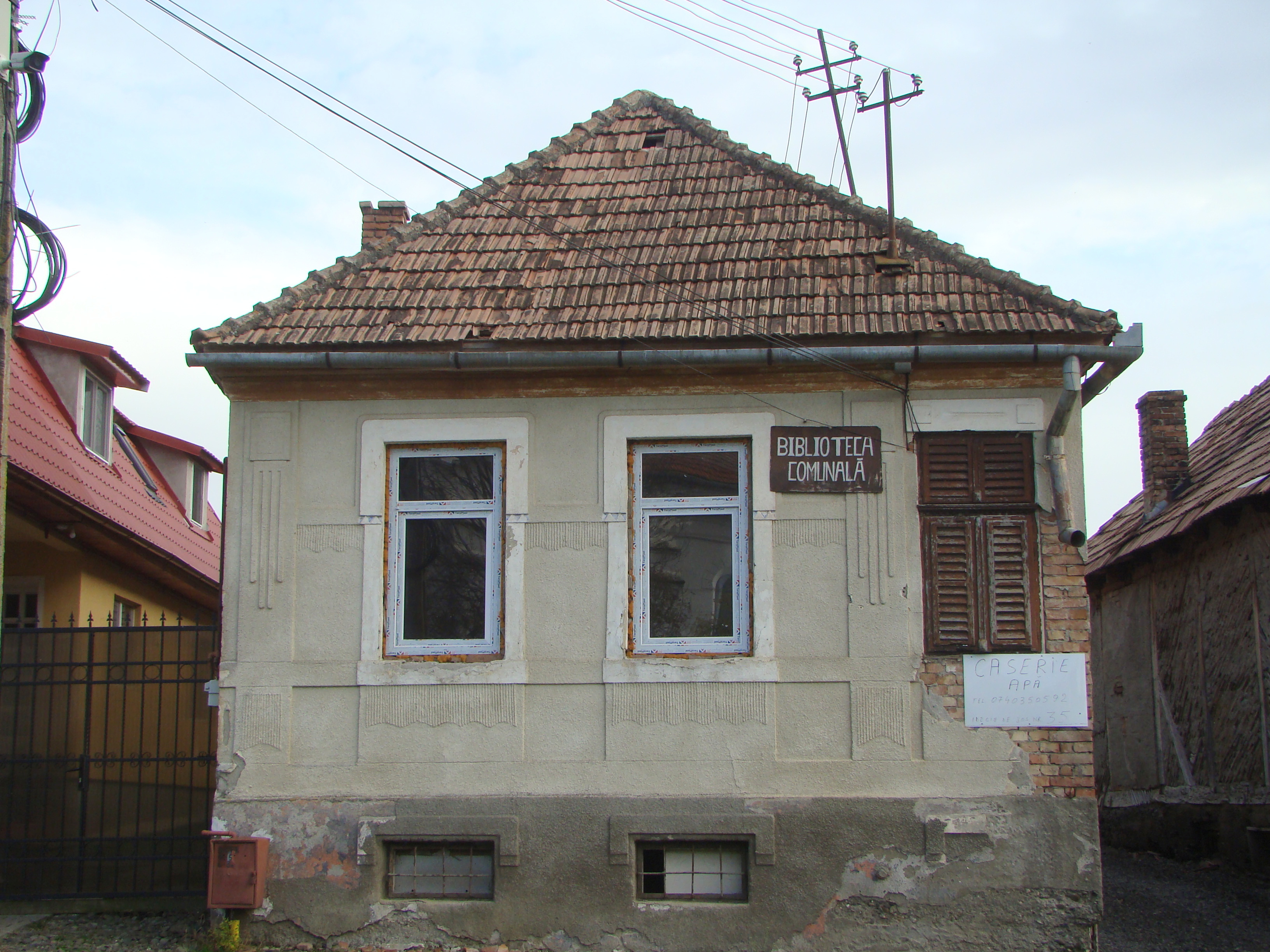
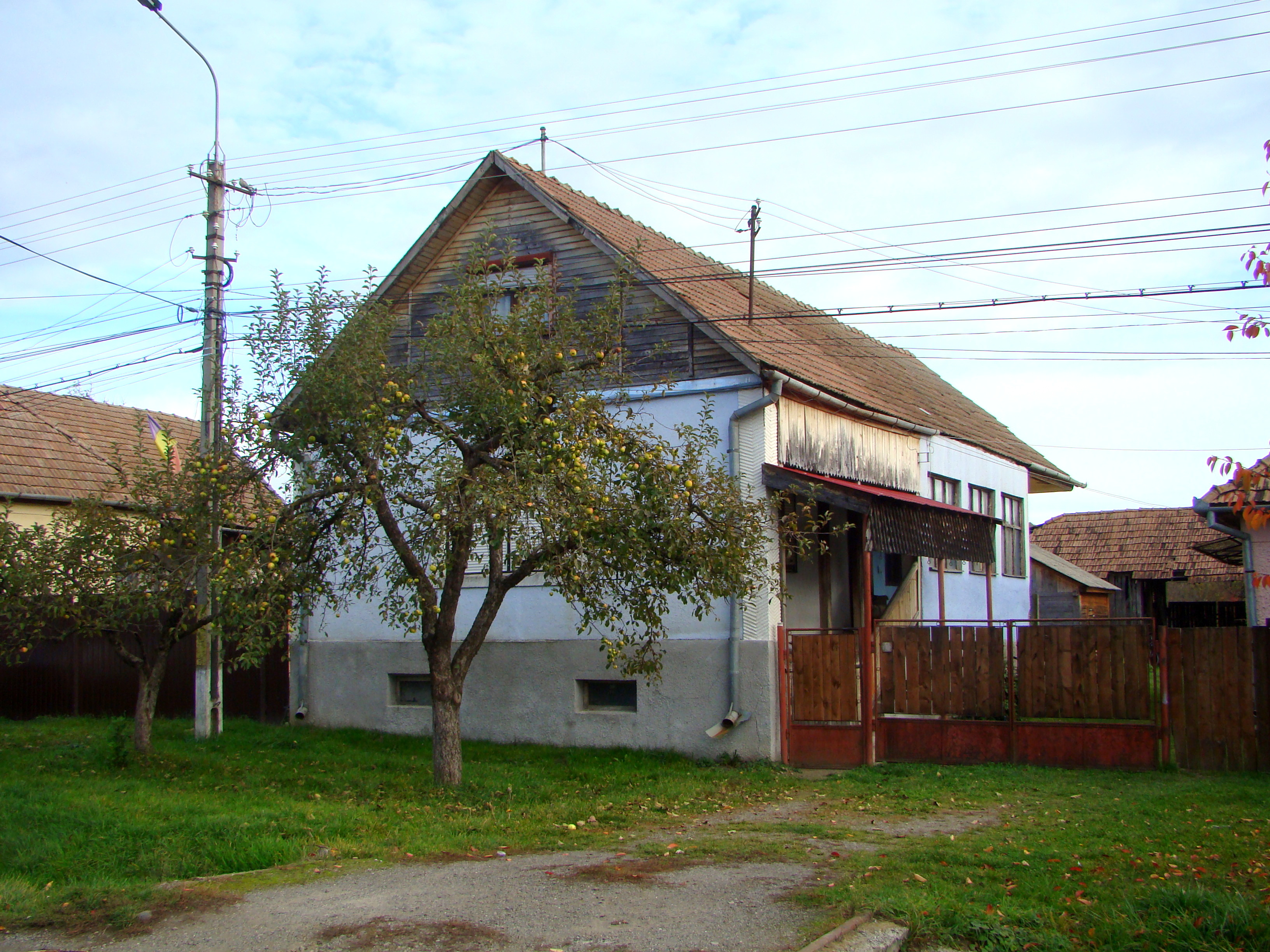
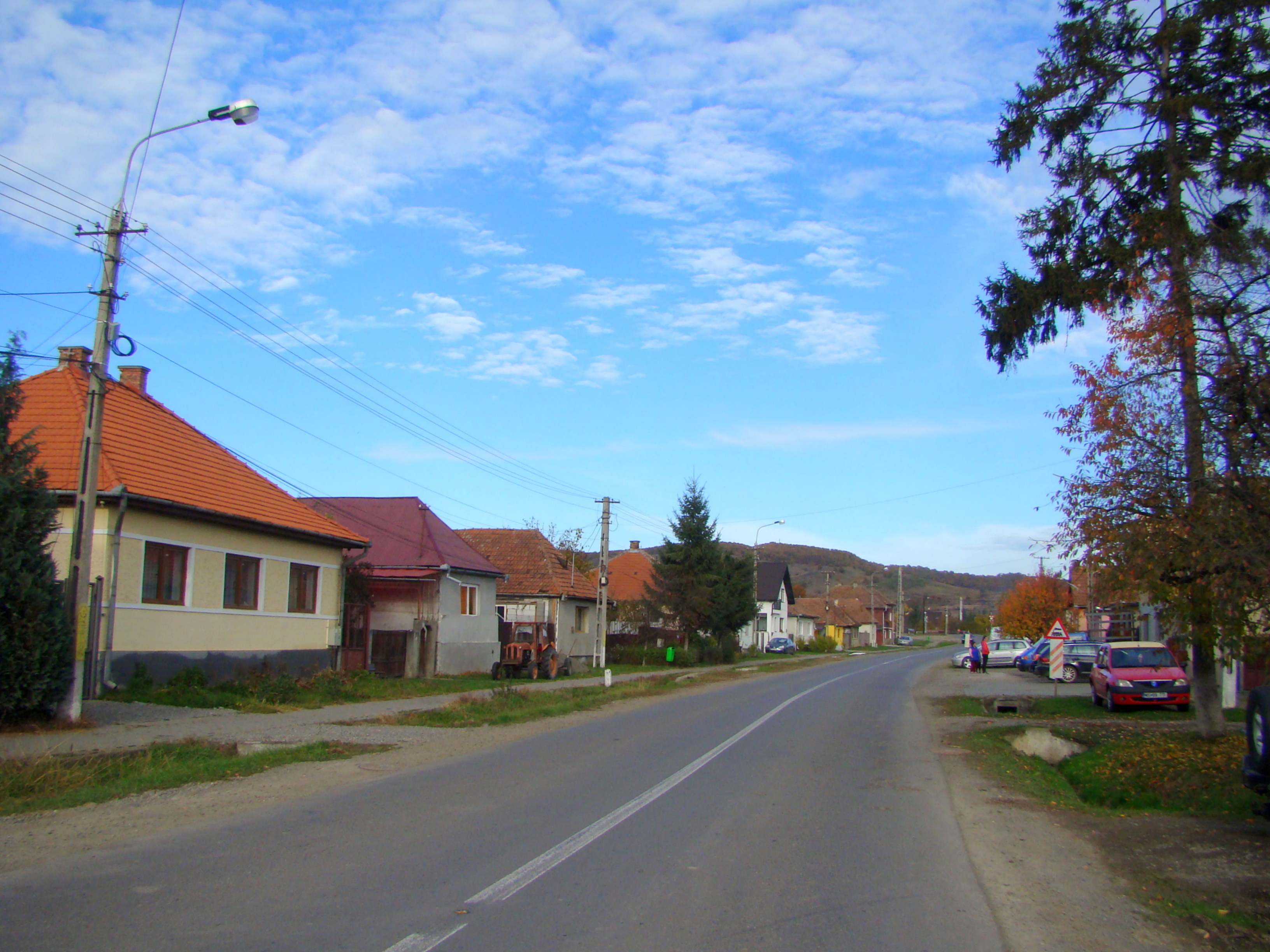
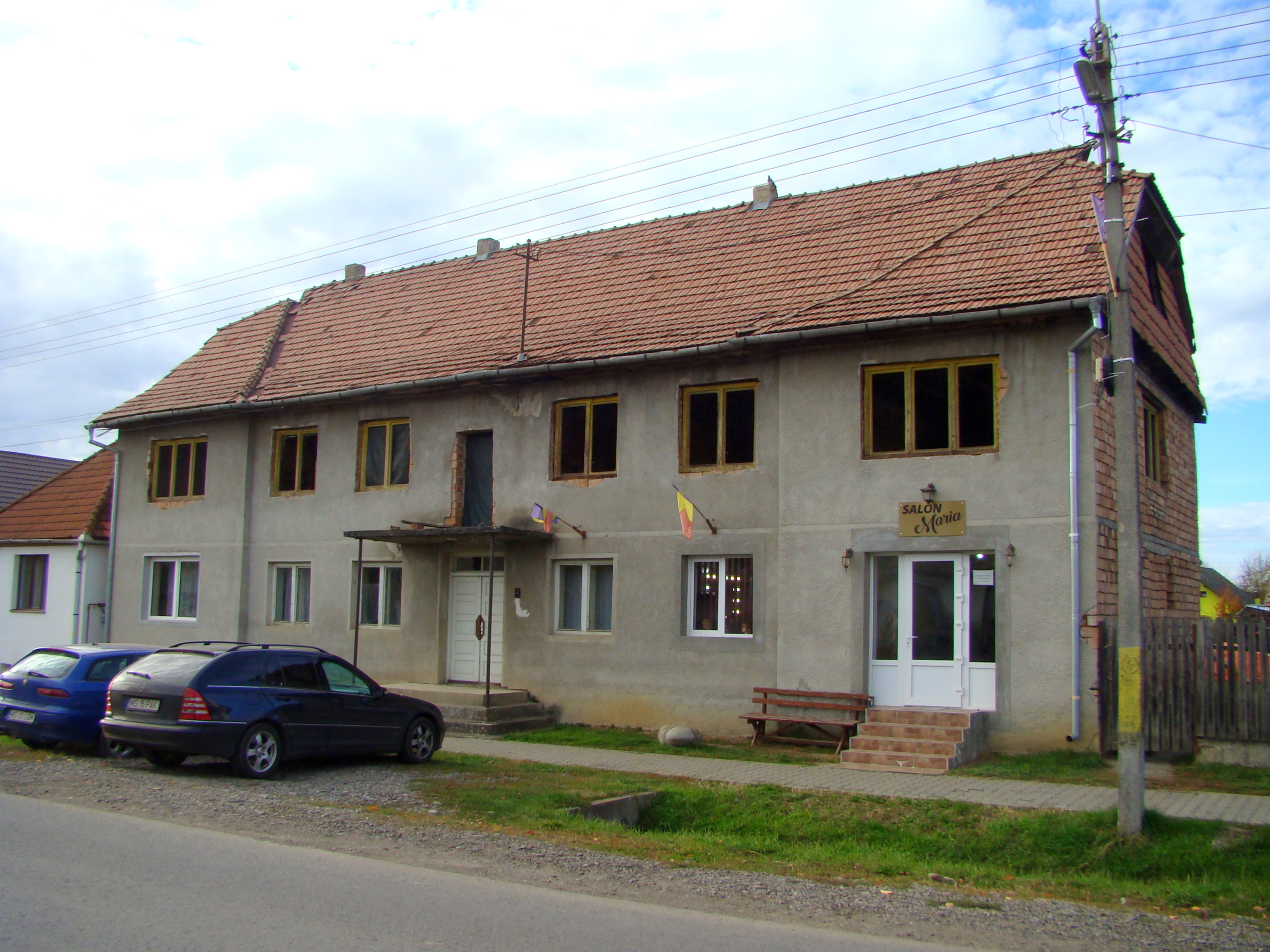
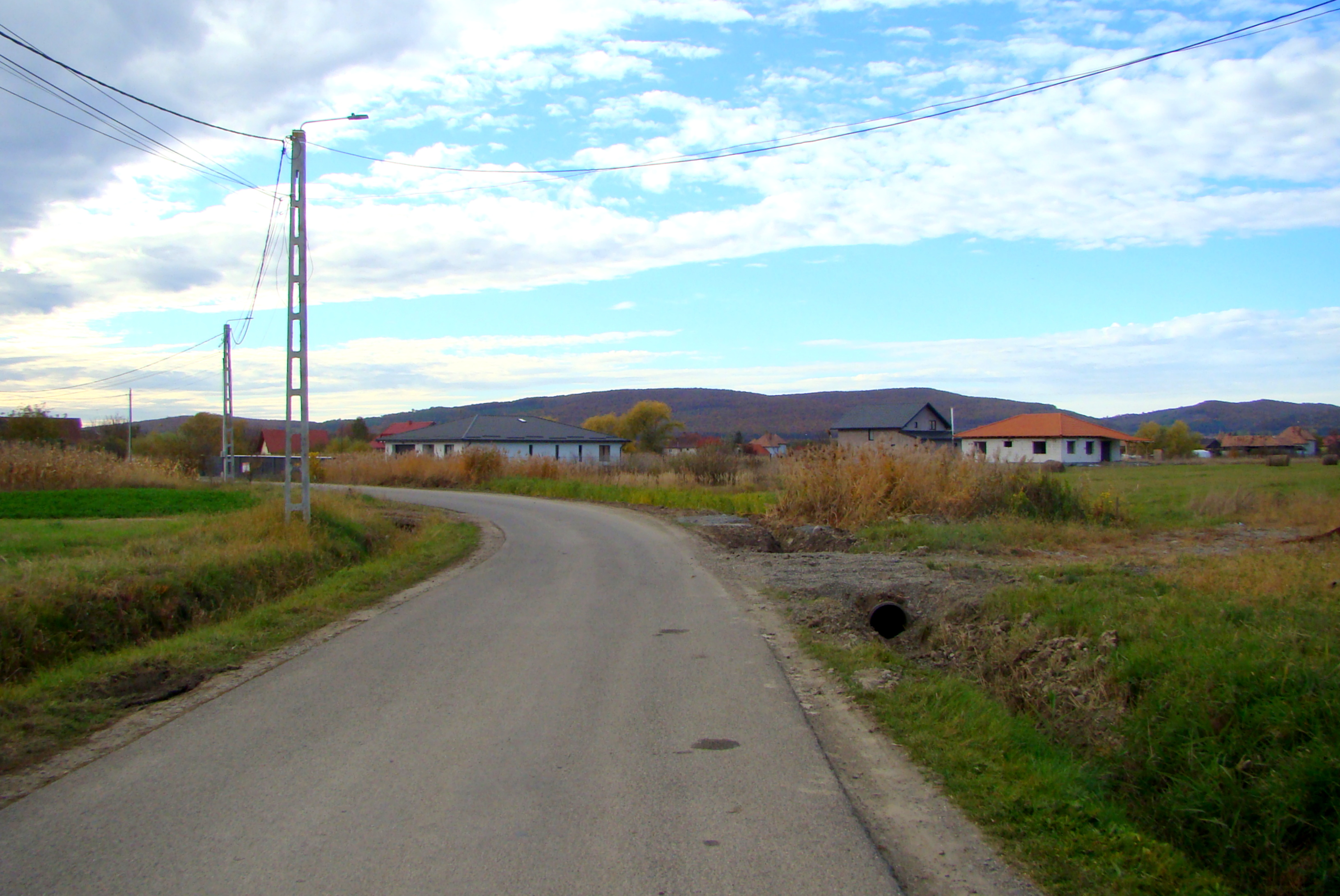
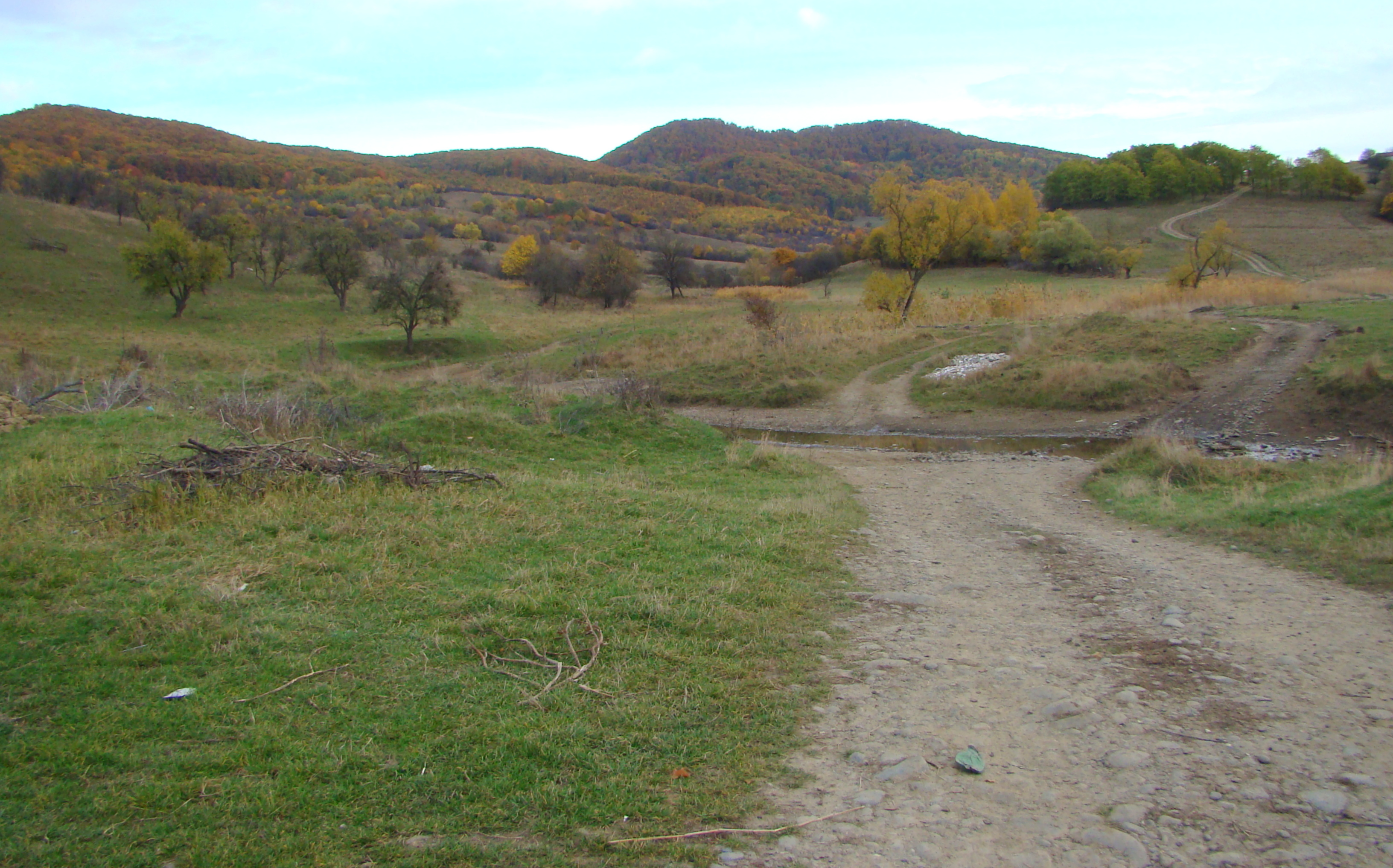
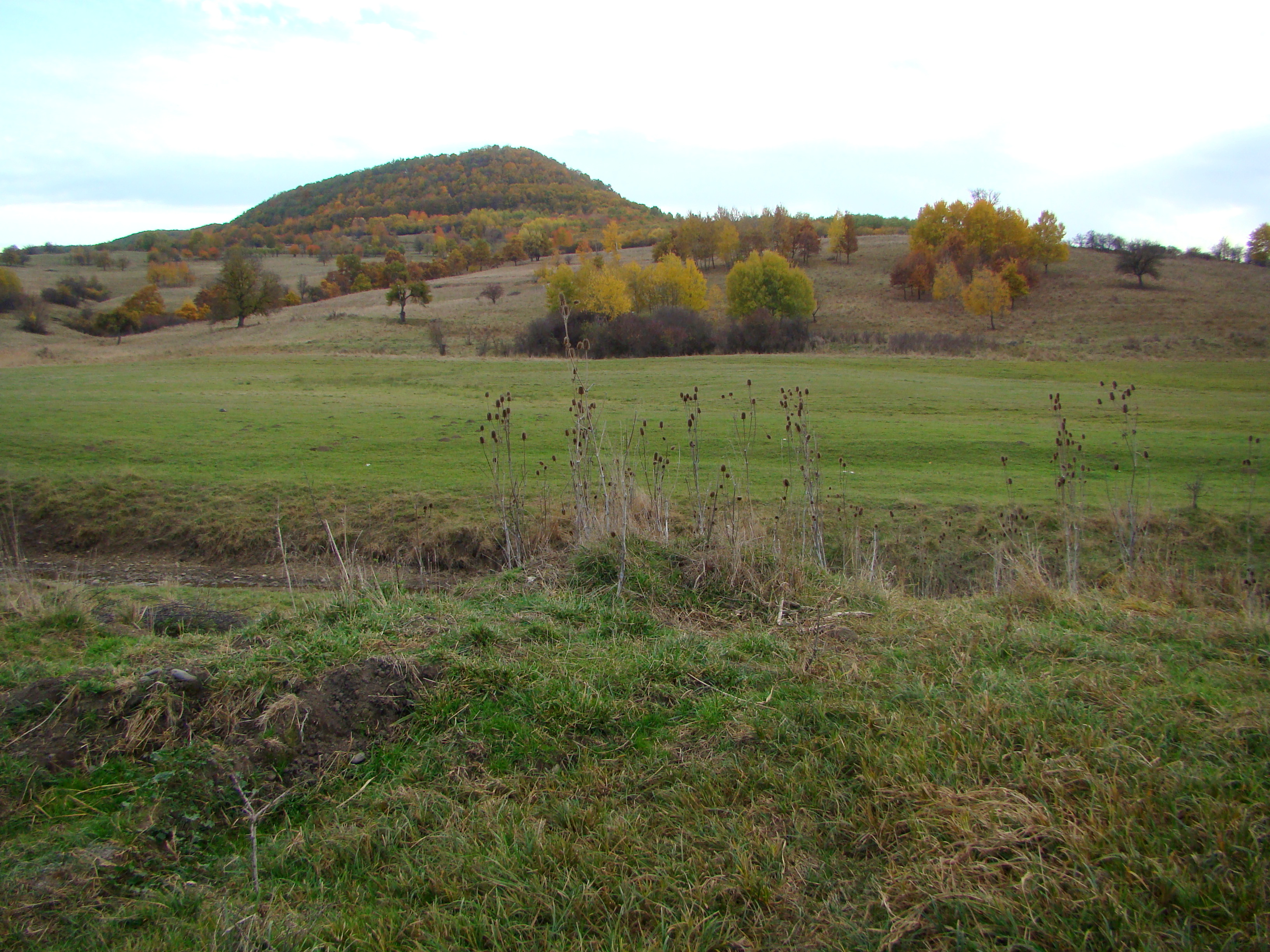
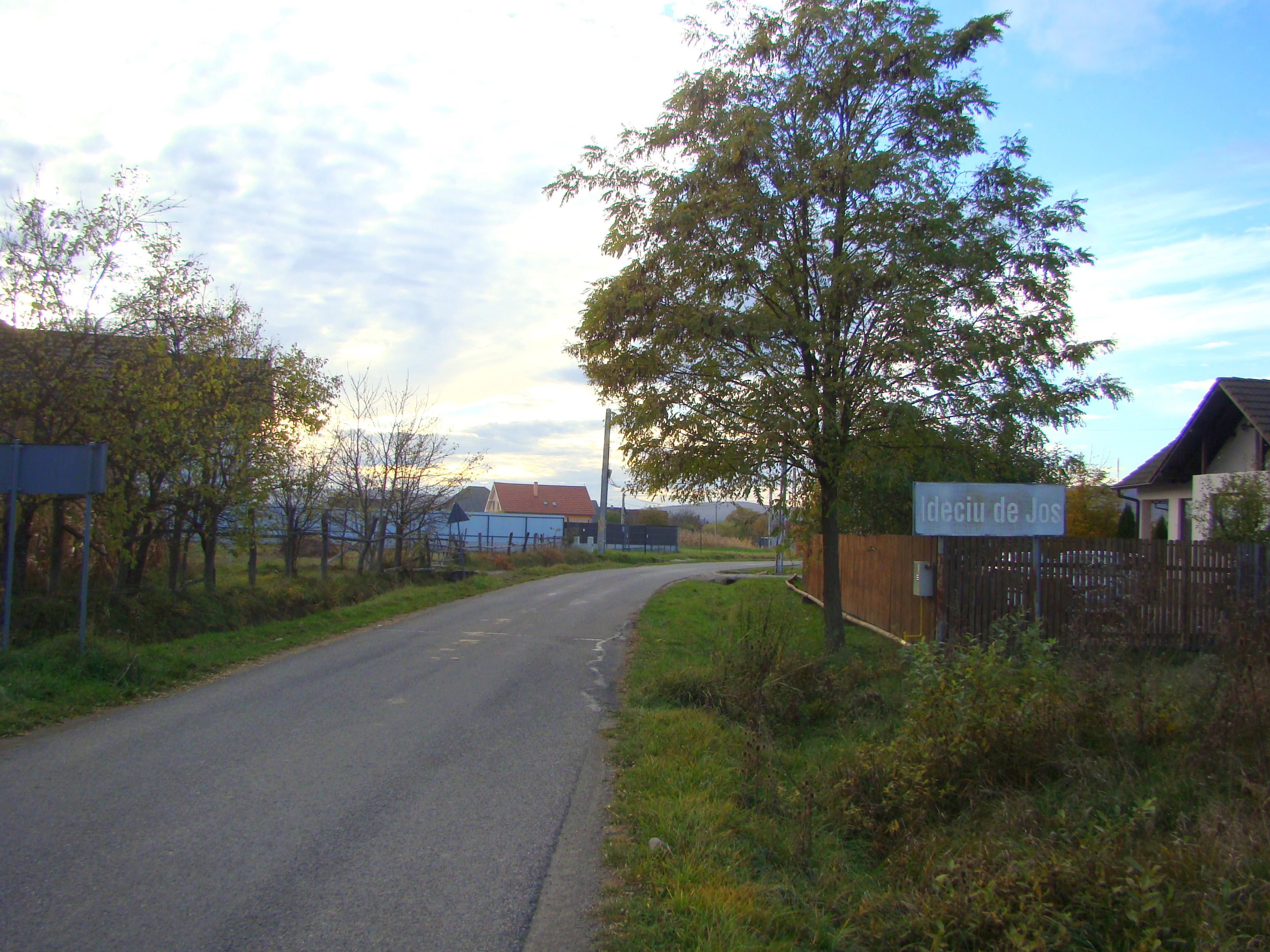
Intrarea dinspre Deleni